# La Neuville-aux-Larris
La Neuville-aux-Larris è un comune francese di 167 abitanti situato nel dipartimento della Marna nella regione del Grand Est.

## Società

### Evoluzione demografica
Abitanti censiti